# Geolycosa lancearia
Geolycosa lancearia là một loài nhện trong họ Lycosidae.
Loài này thuộc chi Geolycosa. Geolycosa lancearia được Cândido Firmino de Mello-Leitão miêu tả năm 1940.